# Giffel
En giffel er et stykke morgenbrød, en slags rundstykke med en lidt aflang facon. Ordet kommer muligvis af det tyske Gipfel , der betyder "spids" eller "top".
En giffel er også en kage (kanelgiffel). Den består af en spiral lavet af hvedemelsdej. I spiralen ligger et lag af kanel og sukker.